# Selección femenina de fútbol de Andorra
La selección femenina de fútbol de Andorra es el equipo nacional de fútbol que representa a Andorra en torneos y competencias internacionales de mujeres. Su organización está a cargo de la Federación Andorrana de Fútbol, la cual está afiliada a la UEFA.
La selección fue formada en el año 2014, comandada por el entrenador Joan Carles Ruiz, quien estuvo junto al equipo hasta mayo del 2016. Con él, llevaron a a cabo su primer amistoso internacional contra Gibraltar el día 1 de julio de 2014 obteniendo un triunfo en este. Ruiz fue uno de los impulsores del futbol femenino en el país. 
Con la salida de Joan, en el 2016, asume como seleccionador José Antonio Martín Martínez. Con Martín, logran la primera participación en un torneo internacional, siendo este, la primera edición de la Liga de Naciones Femenina de la UEFA.  En aquel campeonato, obtuvieron el primer triunfo internacional oficial contra Moldavia en la primera jornada de la fase de grupos con goles de Marina Fernández y de Sònia Carrancà. 
Al concluir la Women’s Nations League con 1 victoria, 4 derrotas y 1 empate, quedando terceras de grupo. José Martín deja la banqueta de seleccionador a inicios del 2024 dando el paso al actual entrenador Albert Panadero.
Con Panadero han tenido participación en la Clasificación para la Eurocopa Femenina de la UEFA 2025, perteneciendo al grupo C3 junto con Grecia, Montenegro e Islas Feroe, siendo Grecia el que obtuvo la plaza de Play-offs para clasificar.

## Estadísticas

### Copa Mundial Femenina de Fútbol
| Edición | Resultado               | Posición                | PJ                      | PG                      | PE                      | PP                      | GF                      | GC                      |
| ------- | ----------------------- | ----------------------- | ----------------------- | ----------------------- | ----------------------- | ----------------------- | ----------------------- | ----------------------- |
| 1991    | No existía la selección | No existía la selección | No existía la selección | No existía la selección | No existía la selección | No existía la selección | No existía la selección | No existía la selección |
| 1995    | No existía la selección | No existía la selección | No existía la selección | No existía la selección | No existía la selección | No existía la selección | No existía la selección | No existía la selección |
| 1999    | No existía la selección | No existía la selección | No existía la selección | No existía la selección | No existía la selección | No existía la selección | No existía la selección | No existía la selección |
| 2003    | No existía la selección | No existía la selección | No existía la selección | No existía la selección | No existía la selección | No existía la selección | No existía la selección | No existía la selección |
| 2007    | No existía la selección | No existía la selección | No existía la selección | No existía la selección | No existía la selección | No existía la selección | No existía la selección | No existía la selección |
| 2011    | No existía la selección | No existía la selección | No existía la selección | No existía la selección | No existía la selección | No existía la selección | No existía la selección | No existía la selección |
| 2015    | No participó            | No participó            | No participó            | No participó            | No participó            | No participó            | No participó            | No participó            |
| 2019    | No clasificó            | No clasificó            | No clasificó            | No clasificó            | No clasificó            | No clasificó            | No clasificó            | No clasificó            |
| 2023    | No participó            | No participó            | No participó            | No participó            | No participó            | No participó            | No participó            | No participó            |
| 2027    | Por disputarse          | Por disputarse          | Por disputarse          | Por disputarse          | Por disputarse          | Por disputarse          | Por disputarse          | Por disputarse          |
| Total   | 0/9                     | -                       | -                       | -                       | -                       | -                       | -                       | -                       |

### Eurocopa Femenina
| Edición | Resultado               | Posición                | PJ                      | PG                      | PE                      | PP                      | GF                      | GC                      |
| ------- | ----------------------- | ----------------------- | ----------------------- | ----------------------- | ----------------------- | ----------------------- | ----------------------- | ----------------------- |
| 1984    | No existía la selección | No existía la selección | No existía la selección | No existía la selección | No existía la selección | No existía la selección | No existía la selección | No existía la selección |
| 1987    | No existía la selección | No existía la selección | No existía la selección | No existía la selección | No existía la selección | No existía la selección | No existía la selección | No existía la selección |
| 1989    | No existía la selección | No existía la selección | No existía la selección | No existía la selección | No existía la selección | No existía la selección | No existía la selección | No existía la selección |
| 1991    | No existía la selección | No existía la selección | No existía la selección | No existía la selección | No existía la selección | No existía la selección | No existía la selección | No existía la selección |
| 1993    | No existía la selección | No existía la selección | No existía la selección | No existía la selección | No existía la selección | No existía la selección | No existía la selección | No existía la selección |
| 1995    | No existía la selección | No existía la selección | No existía la selección | No existía la selección | No existía la selección | No existía la selección | No existía la selección | No existía la selección |
| 1997    | No existía la selección | No existía la selección | No existía la selección | No existía la selección | No existía la selección | No existía la selección | No existía la selección | No existía la selección |
| 2001    | No existía la selección | No existía la selección | No existía la selección | No existía la selección | No existía la selección | No existía la selección | No existía la selección | No existía la selección |
| 2005    | No existía la selección | No existía la selección | No existía la selección | No existía la selección | No existía la selección | No existía la selección | No existía la selección | No existía la selección |
| 2009    | No existía la selección | No existía la selección | No existía la selección | No existía la selección | No existía la selección | No existía la selección | No existía la selección | No existía la selección |
| 2013    | No existía la selección | No existía la selección | No existía la selección | No existía la selección | No existía la selección | No existía la selección | No existía la selección | No existía la selección |
| 2017    | No clasificó            | No clasificó            | No clasificó            | No clasificó            | No clasificó            | No clasificó            | No clasificó            | No clasificó            |
| 2022    | No participó            | No participó            | No participó            | No participó            | No participó            | No participó            | No participó            | No participó            |
| 2025    | No clasificó            | No clasificó            | No clasificó            | No clasificó            | No clasificó            | No clasificó            | No clasificó            | No clasificó            |
| Total   | 0/14                    | -                       | -                       | -                       | -                       | -                       | -                       | -                       |

### Liga de Naciones Femenina de la UEFA
| Edición | L     | G     | Resultado | PJ | PG | PE | PP | GF | GC |
| ------- | ----- | ----- | --------- | -- | -- | -- | -- | -- | -- |
| 2023-24 | C     | 1     | 3º        | 6  | 1  | 1  | 4  | 2  | 17 |
| 2025    | C     | 2     | 4º        | 6  | 1  | 2  | 3  | 6  | 8  |
| Total   | Total | Total | 2/2       | 12 | 2  | 3  | 7  | 8  | 25 |

## Últimos y próximos encuentros
Actualizado al último partido jugado el 3 de junio de 2025.
| Fecha      | Ciudad           | Competición                         | Racha | Local       |                        | Resultado |                        | Visitante   |
| ---------- | ---------------- | ----------------------------------- | ----- | ----------- | ---------------------- | --------- | ---------------------- | ----------- |
| 05/04/2024 | Podgorica        | Clasificación para la Eurocopa 2025 | No    | Montenegro  | Bandera de Montenegro  | 1:6       | Bandera de Andorra     | Andorra     |
| 09/04/2024 | Andorra la Vieja | Clasificación para la Eurocopa 2025 | No    | Andorra     | Bandera de Andorra     | 0:3       | Bandera de Grecia      | Grecia      |
| 31/05/2024 | Tórshavn         | Clasificación para la Eurocopa 2025 | No    | Islas Feroe | Bandera de Islas Feroe | 4:0       | Bandera de Andorra     | Andorra     |
| 04/06/2024 | Andorra la Vieja | Clasificación para la Eurocopa 2025 | No    | Andorra     | Bandera de Andorra     | 1:5       | Bandera de Montenegro  | Montenegro  |
| 12/07/2024 | Heraclión        | Clasificación para la Eurocopa 2025 | No    | Grecia      | Bandera de Grecia      | 6:0       | Bandera de Andorra     | Andorra     |
| 16/07/2024 | Andorra la Vieja | Clasificación para la Eurocopa 2025 | No    | Andorra     | Bandera de Andorra     | 0:4       | Bandera de Islas Feroe | Islas Feroe |
| 24/10/2024 | Gibraltar        | Amistoso                            | Sí    | Gibraltar   | Bandera de Gibraltar   | 1:4       | Bandera de Andorra     | Andorra     |
| 26/10/2024 | Gibraltar        | Amistoso                            | Sí    | Gibraltar   | Bandera de Gibraltar   | 2:4       | Bandera de Andorra     | Andorra     |
| 21/2/2025  | Tiflis           | Liga de Naciones UEFA 2025          | No    | Georgia     | Bandera de Georgia     | 2:1       | Bandera de Andorra     | Andorra     |
| 25/2/2025  | Ta' Qali         | Liga de Naciones UEFA 2025          | No    | Malta       | Bandera de Malta       | 1:0       | Bandera de Andorra     | Andorra     |
| 4/4/2025   | Lárnaca          | Liga de Naciones UEFA 2025          |       | Chipre      | Bandera de Chipre      | 2:2       | Bandera de Andorra     | Andorra     |
| 8/4/2025   | Andorra la Vieja | Liga de Naciones UEFA 2025          | Sí    | Andorra     | Bandera de Andorra     | 2:1       | Bandera de Chipre      | Chipre      |
| 30/5/2025  | Encamp           | Liga de Naciones UEFA 2025          | No    | Andorra     | Bandera de Andorra     | 1:2       | Bandera de Georgia     | Georgia     |
| 3/6/2025   | Encamp           | Liga de Naciones UEFA 2025          |       | Andorra     | Bandera de Andorra     | 0:0       | Bandera de Malta       | Malta       |

## Historial contra otras selecciones
Actualizado al 3 de junio de 2025.
| Selección      | PJ | PG | PE | PP | GF | GC  | Dif. |
| -------------- | -- | -- | -- | -- | -- | --- | ---- |
| Arabia Saudita | 2  | 2  | 0  | 0  | 6  | 1   | +5   |
| Chipre         | 2  | 1  | 1  | 0  | 4  | 3   | 1    |
| Georgia        | 3  | 0  | 0  | 3  | 2  | 11  | −9   |
| Gibraltar      | 4  | 4  | 0  | 0  | 13 | 4   | +9   |
| Grecia         | 2  | 0  | 0  | 2  | 0  | 9   | −9   |
| Islas Feroe    | 5  | 0  | 0  | 5  | 1  | 20  | −19  |
| Israel         | 1  | 0  | 0  | 1  | 0  | 7   | −7   |
| Letonia        | 2  | 0  | 0  | 2  | 0  | 8   | −8   |
| Liechtenstein  | 2  | 2  | 0  | 0  | 7  | 3   | +4   |
| Lituania       | 1  | 0  | 0  | 1  | 0  | 2   | −2   |
| Luxemburgo     | 2  | 0  | 0  | 2  | 1  | 6   | −5   |
| Malta          | 7  | 0  | 1  | 6  | 3  | 21  | −18  |
| Moldavia       | 3  | 1  | 1  | 1  | 2  | 5   | −3   |
| Montenegro     | 2  | 0  | 0  | 2  | 2  | 11  | −9   |
| Tahití         | 1  | 0  | 1  | 0  | 0  | 0   | 0    |
| Total          | 39 | 10 | 4  | 25 | 41 | 111 | −70  |

## Entrenadores
- Joan Carles Ruiz (2014–2016)
- José Antonio Martín Martínez (2016–2024)
- Albert Panadero García (2024–)

## Jugadoras

### Más presencias
Actualizado 14 de agosto de 2024
| Posición | Jugadora         | Partidos | Goles |
| -------- | ---------------- | -------- | ----- |
| 1        | Marina Fernández | 30       | 5     |
| 1        | María Ruzafa     | 30       | 3     |
| 2        | Miriam Tizón     | 23       | 2     |
| 2        | Paula Da Silva   | 23       | 0     |
| 3        | Erica Gonçalves  | 22       | 2     |
| 4        | Tere Morató      | 21       | 9     |
| 5        | Laia Sin         | 20       | 0     |
| 6        | Sònia Carrancà   | 19       | 2     |
| 7        | Ariana Gonçalves | 17       | 1     |

### Máximas goleadoras
| Posición | Jugadora         | Partidos | Goles |
| -------- | ---------------- | -------- | ----- |
| 1        | Tere Morató      | 21       | 9     |
| 2        | Marina Fernández | 30       | 5     |
| 3        | María Ruzafa     | 30       | 3     |
| 4        | Miriam Tizón     | 23       | 2     |